# Козлов Володимир Іванович
Володимир Іванович Козлов (нар. 9 вересня 1959, смт Гвардійське, Новомосковський район, Дніпропетровська область) — український дипломат. Тимчасово повірений у справах України на Кубі (2013—2014). Тимчасово повірений у справах України в Португалії (2022—2023).

## Біографія
Народився 9 вересня 1959 року в селі Гвардійське на Дніпропетровщині. У 1981 році закінчив Криворізький гірничорудний інститут. У 2001 році закінчив Дипломатичну академію України при Міністерстві закордонних справ України. Кандидат технічних наук (1992). Володіє іноземними мовами іспанською, португальською та російською мовами.
У 1981—1995 рр. — інженер, старший інженер, молодший науковий співробітник, науковий співробітник Ташкентського Інституту кібернетики;
У 1996—1999 рр. — аташе, третій секретар Посольства України в Узбекистані;
У 1999—2001 рр. — слухач Дипломатичної академії України при Міністерстві закордонних справ України;
У 2001—2003 рр. — третій секретар відділу країн Латинської Америки та Карибського басейну IV територіального управління МЗС України;
У 2003—2007 рр. — другий секретар Посольства України в Федеративній Республіці Бразилія;
У 2007—2009 рр. — перший секретар першого західноєвропейського відділу II територіального Департаменту Міністерства закордонних справ України;
У 2009—2010 рр. — перший секретар Посольства України в Республіці Куба;
У 2010—2013 рр. — радник Посольства України в Республіці Куба;
У 2013—2014 рр. — Тимчасовий повірений у справах України в Республіці Куба.
У 2015—2017 рр. — радник Першого західноєвропейського департаменту МЗС України
У 2017—2022 рр. — перший секретар Посольства України в Португальській Республіці
З 04.10.2022 — Тимчасовий повірений у справах України в Португальській Республіці